# Tricyrtis flava
Tricyrtis flava là một loài thực vật có hoa trong họ Măng tây. Loài này được Maxim. miêu tả khoa học đầu tiên năm 1867.